# Cock Robin
Cock Robin ist eine US-amerikanische Band, die zwischen Herbst 1985 und Sommer 1987 ihre größten Erfolge hatte. Die Gruppe wird dem Genre des New Wave zugerechnet. Der Name der Band leitet sich vom Kinderreim „The Marriage of Cock Robin and Jenny Wren“ her.

## Bandgeschichte

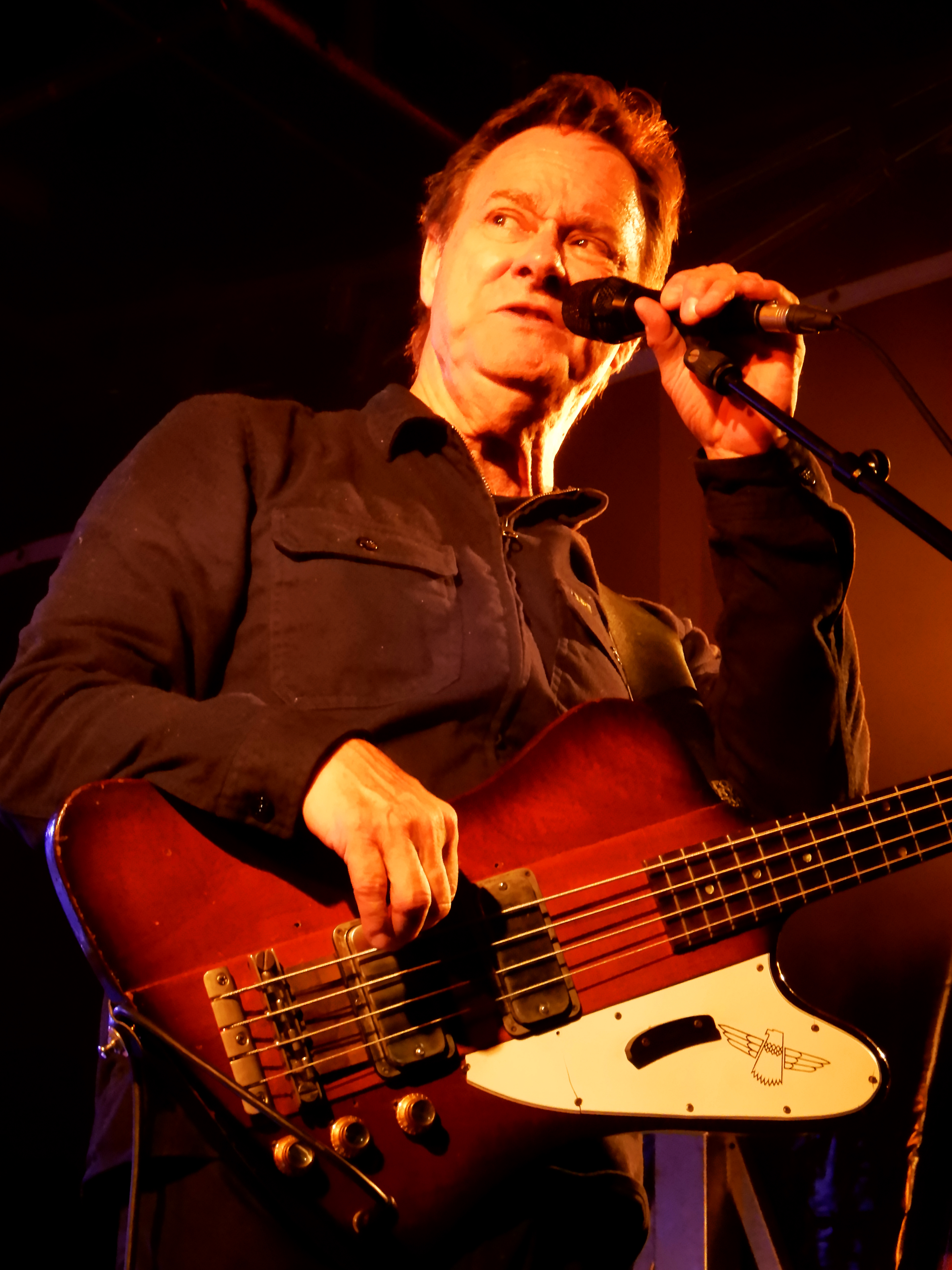
Peter Kingsbery (2019)

Frontmann, Sänger, Bassist und Keyboarder Peter Kingsbery (geboren am 2. Dezember 1952 in Phoenix) gründete die Band im Jahr 1982 in Los Angeles. Sängerin wurde Anna LaCazio.
In ihrer Heimat war die Band weitgehend erfolglos; in Europa hatte sie große Erfolge mit den Singles When Your Heart Is Weak (1985), dem Duett The Promise You Made (1986) aus dem Debüt-Album Cock Robin und der Auskopplung Just Around the Corner aus dem Album After Here Through Midland (1987). Die meisten Fans hatte die Band in Deutschland, Frankreich, Italien, den Niederlanden und der Schweiz.
Der Gitarrist Clive Wright und der Schlagzeuger Lou Molino verließen die Band; Kingsbery und LaCazio veröffentlichten das zweite Album After Here Through Midland als Duo.
Kingsbery führte die Band mit einem neuen Schlagzeuger, Denny Fongheiser, weiter. Das dritte Album First Love / Last Rites (1989) – wieder mit neuer Bandbesetzung – wurde kein kommerzieller Erfolg. Nach einer letzten Deutschland-Tour löste Kingsbery die Band Mitte 1990 auf. Im selben Jahr brachte CBS im Rahmen der Gold-Collection ein Best-of-Album heraus.
Kingsbery und LaCazio versuchten sich in Solo-Karrieren. Das Album von Anna LaCazio kam nie auf den Markt; Peter Kingsbery veröffentlichte leidlich erfolgreich Solo-Alben, vor allem für den französischen Markt, und kooperierte dabei u. a. mit Cyndi Lauper.
Im Juli 2006 wurde die Band wieder reaktiviert. Kingsbery und LaCazio meldeten sich mit dem Album I Don’t Want to Save the World zurück; dieses wurde vor allem in Frankreich (z. B. mit einigen Auftritten in Fernsehshows und Radiostationen) vermarktet. Eine angekündigte Tournee fand nicht statt, weil Anna LaCazio schwanger wurde.
Mit der Veröffentlichung ihres Live-Albums Live setzten LaCazio und Kingsbery ihr Comeback 2009 mit Konzerten in Frankreich und den Niederlanden fort. Auch dieses Album wurde in Deutschland kaum promotet; in Frankreich hingegen hatte die Band einige Fernsehauftritte. Die erste Resonanz war so positiv, dass für den Sommer 2009 die Veröffentlichung von Anna LaCazios lang verschollenem Soloalbum Eat Life und für 2010 ein neues Cock-Robin-Album geplant waren. Zusammen mit dem neuen Album fanden 2011 in Deutschland sieben Konzerte statt.

## Diskografie

### Studioalben
| Jahr | Titel                          | Höchstplatzierung, Gesamtwochen, AuszeichnungChartplatzierungen (Jahr, Titel, Platzierungen, Wochen, Auszeichnungen, Anmerkungen) | Höchstplatzierung, Gesamtwochen, AuszeichnungChartplatzierungen (Jahr, Titel, Platzierungen, Wochen, Auszeichnungen, Anmerkungen) | Höchstplatzierung, Gesamtwochen, AuszeichnungChartplatzierungen (Jahr, Titel, Platzierungen, Wochen, Auszeichnungen, Anmerkungen) | Höchstplatzierung, Gesamtwochen, AuszeichnungChartplatzierungen (Jahr, Titel, Platzierungen, Wochen, Auszeichnungen, Anmerkungen) | Höchstplatzierung, Gesamtwochen, AuszeichnungChartplatzierungen (Jahr, Titel, Platzierungen, Wochen, Auszeichnungen, Anmerkungen) | Anmerkungen                              |
| Jahr | Titel                          | DE | AT | CH | UK | US | Anmerkungen                              |
| ---- | ------------------------------ | --- | --- | --- | --- | --- | ---------------------------------------- |
| 1985 | Cock Robin                     | DE9 Gold · (35 Wo.)DE | — | CH11 (13 Wo.)CH | — | US61 (19 Wo.)US | Erstveröffentlichung: Juni 1985          |
| 1987 | After Here Through Midland     | DE5 (25 Wo.)DE | — | CH3 Gold · (19 Wo.)CH | — | US166 (3 Wo.)US | Erstveröffentlichung: Mai 1987           |
| 1989 | First Love / Last Rites        | — | — | — | — | — | Erstveröffentlichung: November 1989      |
| 2006 | I Don’t Want to Save the World | — | — | — | — | — | Erstveröffentlichung: 15. Mai 2006       |
| 2010 | Songs from a Bell Tower        | — | — | — | — | — | Erstveröffentlichung: 11. Oktober 2010   |
| 2016 | Chinese Driver                 | — | — | — | — | — | Erstveröffentlichung: 11. März 2016      |
| 2021 | Homo Alien                     | — | — | — | — | — | Erstveröffentlichung: 17. September 2021 |

### Livealben
- 2009: Live

### Kompilationen
| Jahr | Titel        | Höchstplatzierung, Gesamtwochen, AuszeichnungChartplatzierungen (Jahr, Titel, Platzierungen, Wochen, Auszeichnungen, Anmerkungen) | Höchstplatzierung, Gesamtwochen, AuszeichnungChartplatzierungen (Jahr, Titel, Platzierungen, Wochen, Auszeichnungen, Anmerkungen) | Höchstplatzierung, Gesamtwochen, AuszeichnungChartplatzierungen (Jahr, Titel, Platzierungen, Wochen, Auszeichnungen, Anmerkungen) | Höchstplatzierung, Gesamtwochen, AuszeichnungChartplatzierungen (Jahr, Titel, Platzierungen, Wochen, Auszeichnungen, Anmerkungen) | Höchstplatzierung, Gesamtwochen, AuszeichnungChartplatzierungen (Jahr, Titel, Platzierungen, Wochen, Auszeichnungen, Anmerkungen) | Anmerkungen                      |
| Jahr | Titel        | DE | AT | CH | UK | US | Anmerkungen                      |
| ---- | ------------ | --- | --- | --- | --- | --- | -------------------------------- |
| 1995 | Best Ballads | DE60 (7 Wo.)DE | — | — | — | — | Erstveröffentlichung: April 1995 |

Weitere Kompilationen
- 1990: Collection Gold
- 1991: The Best of Cock Robin (CH: Gold)
- 1999: Simply the Best
- 2000: The Collection
- 2001: The Very Best Of Cock Robin
- 2001: Les indispensables de Cock Robin
- 2011: Open Book – The Best of Cock Robin

### EPs
- 2017: Lollobrigida

### Singles
| Jahr | Titel Album                                        | Höchstplatzierung, Gesamtwochen, AuszeichnungChartplatzierungen (Jahr, Titel, Album, Platzierungen, Wochen, Auszeichnungen, Anmerkungen) | Höchstplatzierung, Gesamtwochen, AuszeichnungChartplatzierungen (Jahr, Titel, Album, Platzierungen, Wochen, Auszeichnungen, Anmerkungen) | Höchstplatzierung, Gesamtwochen, AuszeichnungChartplatzierungen (Jahr, Titel, Album, Platzierungen, Wochen, Auszeichnungen, Anmerkungen) | Höchstplatzierung, Gesamtwochen, AuszeichnungChartplatzierungen (Jahr, Titel, Album, Platzierungen, Wochen, Auszeichnungen, Anmerkungen) | Höchstplatzierung, Gesamtwochen, AuszeichnungChartplatzierungen (Jahr, Titel, Album, Platzierungen, Wochen, Auszeichnungen, Anmerkungen) | Anmerkungen                         |
| Jahr | Titel Album                                        | DE | AT | CH | UK | US | Anmerkungen                         |
| ---- | -------------------------------------------------- | --- | --- | --- | --- | --- | ----------------------------------- |
| 1985 | When Your Heart Is Weak Cock Robin                 | DE8 (17 Wo.)DE | — | — | — | US35 (16 Wo.)US | Erstveröffentlichung: 1985          |
| 1985 | The Promise You Made Cock Robin                    | DE6 (18 Wo.)DE | — | CH7 (9 Wo.)CH | UK28 (13 Wo.)UK | — | Erstveröffentlichung: November 1985 |
| 1986 | Thought You Were on My Side Cock Robin             | DE21 (12 Wo.)DE | — | — | — | — | Erstveröffentlichung: 1986          |
| 1987 | Just Around the Corner After Here Through Midland  | DE16 (15 Wo.)DE | AT28 (4 Wo.)AT | CH6 (12 Wo.)CH | — | — | Erstveröffentlichung: 1987          |
| 1987 | The Biggest Fool of All After Here Through Midland | DE50 (6 Wo.)DE | — | — | — | — | Erstveröffentlichung: 1987          |

Weitere Singles
- 1986: Once We Might Have Known
- 1987: El norte
- 1989: Worlds Apart
- 1990: Manzanar
- 1990: Straighter Line
- 2010: Grand
- 2015: Now and Then / Extraordinary Thing (Remixes)

### Videoalben
- 1990: Live in Concert

## Auszeichnungen für Musikverkäufe
| Silberne Schallplatte - Frankreich - 1986: für die Single When Your Heart Is Weak - 1986: für die Single The Promise You Made Goldene Schallplatte - Niederlande - 1986: für die Single The Promise You Made - 1993: für das Album The Best of Cock Robin - Norwegen - 2001: für das Album The Very Best Of Cock Robin | 2× Goldene Schallplatte - Frankreich - 1990: für das Album First Love / Last Rites - 1995: für das Album Cock Robin Platin-Schallplatte - Frankreich - 1988: für das Album After Here Through Midland 2× Platin-Schallplatte - Frankreich - 1995: für das Album The Best of Cock Robin |

Anmerkung: Auszeichnungen in Ländern aus den Charttabellen bzw. Chartboxen sind in ebendiesen zu finden.
| Land/RegionAuszeichnungen für Musikverkäufe (Land/Region, Auszeichnungen, Verkäufe, Quellen) | Silber     | Gold       | Platin     | Verkäufe  | Quellen           |
| -------------------------------------------------------------------------------------------- | ---------- | ---------- | ---------- | --------- | ----------------- |
| Deutschland (BVMI)                                                                           | —          | Gold1      | —          | 250.000   | musikindustrie.de |
| Frankreich (SNEP)                                                                            | 2× Silber2 | 4× Gold4   | 3× Platin3 | 1.800.000 | infodisc.fr       |
| Niederlande (NVPI)                                                                           | —          | 2× Gold2   | —          | 125.000   | nvpi.nl           |
| Norwegen (IFPI)                                                                              | —          | Gold1      | —          | 25.000    | ifpi.no           |
| Schweiz (IFPI)                                                                               | —          | 2× Gold2   | —          | 50.000    | hitparade.ch      |
| Insgesamt                                                                                    | 2× Silber2 | 10× Gold10 | 3× Platin3 |           |                   |